# موسيقى بدخشانية
بدخشان هي منطقة تقع في أفغانستان وطاجكستان والتي تضم تراث موسيقي عريق خاص بها وحدها. خصوصاً مع التأثير العميق للإسماعيليين الباميريين.
مشهد الفولك البدخشاني الفريد استمد مميزاته وخصائصه من استخدام عدة تغمات ذات ترتيب لحني ضيق وقريب من بعضه البعض. واستخدام شيء مميز شبيه تقريباً بالسلم الموسيقي.

## الموسيقى الصوتية
الموسيقى الباميرية عندما تغنى لديها بحة مميزة، والصوت يأتي عن طريق الأنف وهو من السمات المميزة للمنطقة ذات الأسلوب الصاخب. المداح هو نوع من التغني بالقصائد الدينية، يرافقه الربابة أو الطنبور مع دف واحد على الأقل.

## أسماء موسيقيين من بدخشان
- أوليغ فيسوف من جورنو - طاجكستان.
- موبوراكشو ميرزوشوييف من جورنو - طاجكستان.
- دالر نازاروف من جورنو - طاجكستان.
- نوبوفار تشانوروف من جورنو - طاجكستان.